# El Llano de Azuas
El Llano de Azuas es una localidad rural situada en el Municipio de Palmillas en el estado mexicano de Tamaulipas. Se encuentra ubicado en la parte suroeste del estado a 1582 metros sobre el nivel del mar. De acuerdo al censo del año 2020, la localidad tiene un total de 220 habitantes.

## Localización
El Llano de Azuas se encuentra dentro del municipio de Palmillas, al pie de la Sierra Madre Oriental, en las coordenadas 23°10′06″N 99°33′33″O / 23.16833, -99.55917, está a una altura media de 1582 metros sobre el nivel del mar.

## Clima
El clima en El Llano de Azuas es húmedo y subtropical. La temperatura media anual es de 17 °C. El mes más frío es enero, con 13 °C, mientras que el más caluroso es mayo, con 22 °C. La precipitación media anual es de 1.016 milímetros al año. El mes más lluvioso es septiembre, con unos 324 milímetros de lluvia, mientras que enero es el mes más seco, con 27 milímetros.
| Climograma de El Llano de Azuas | Climograma de El Llano de Azuas | Climograma de El Llano de Azuas | Climograma de El Llano de Azuas | Climograma de El Llano de Azuas | Climograma de El Llano de Azuas | Climograma de El Llano de Azuas | Climograma de El Llano de Azuas | Climograma de El Llano de Azuas | Climograma de El Llano de Azuas | Climograma de El Llano de Azuas | Climograma de El Llano de Azuas |
| --- | ------------------------------- | ------------------------------- | ------------------------------- | ------------------------------- | ------------------------------- | ------------------------------- | ------------------------------- | ------------------------------- | ------------------------------- | ------------------------------- | ------------------------------- |
| E | F                               | M                               | A                               | M                               | J                               | J                               | A                               | S                               | O                               | N                               | D                               |
| 27 19 7 | 41 21 6                         | 44 28 10                        | 42 29 12                        | 69 30 13                        | 100 27 13                       | 90 24 11                        | 140 24 11                       | 324 21 10                       | 47 23 11                        | 51 20 8                         | 40 18 8                         |
| temperaturas en °C • totales de precipitación en mm |                                 |                                 |                                 |                                 |                                 |                                 |                                 |                                 |                                 |                                 |                                 |
| Conversión sistema imperial\| E \| F \| M \| A \| M \| J \| J \| A \| S \| O \| N \| D \| \| 1.1 66 45 \| 1.6 70 43 \| 1.7 82 50 \| 1.7 84 54 \| 2.7 86 55 \| 3.9 81 55 \| 3.5 75 52 \| 5.5 75 52 \| 13 70 50 \| 1.9 73 52 \| 2 68 46 \| 1.6 64 46 \| \| temperaturas en °F • totales de precipitación en pulgadas \| \| \| \| \| \| \| \| \| \| \| \| |                                 |                                 |                                 |                                 |                                 |                                 |                                 |                                 |                                 |                                 |                                 |
| E | F                               | M                               | A                               | M                               | J                               | J                               | A                               | S                               | O                               | N                               | D                               |
| 1.1 66 45 | 1.6 70 43                       | 1.7 82 50                       | 1.7 84 54                       | 2.7 86 55                       | 3.9 81 55                       | 3.5 75 52                       | 5.5 75 52                       | 13 70 50                        | 1.9 73 52                       | 2 68 46                         | 1.6 64 46                       |
| temperaturas en °F • totales de precipitación en pulgadas |                                 |                                 |                                 |                                 |                                 |                                 |                                 |                                 |                                 |                                 |                                 |

| E                                                         | F         | M         | A         | M         | J         | J         | A         | S        | O         | N       | D         |
| 1.1 66 45                                                 | 1.6 70 43 | 1.7 82 50 | 1.7 84 54 | 2.7 86 55 | 3.9 81 55 | 3.5 75 52 | 5.5 75 52 | 13 70 50 | 1.9 73 52 | 2 68 46 | 1.6 64 46 |
| temperaturas en °F • totales de precipitación en pulgadas |           |           |           |           |           |           |           |          |           |         |           |

## Demografía
De acuerdo al censo del año 2020, El Llano de Azuas tiene 220 habitantes de los cuales 118 son mujeres y 102 son hombres. En 2020 había 43 personas menores de 14 años de edad, 115 personas de entre 15 a 59 años de edad, y 62 personas mayores de 60 años de edad. El 8.64% de la población es analfabeta y el grado promedio de escolaridad es de 7.53.
| Gráfica de evolución de El Llano de Azuas entre 2005 y 2020 |
|                                                             |
| Instituto Nacional de Estadística y Geografía               |